# Da Vinci (magazine)
Pour les articles homonymes, voir Da Vinci.
Da Vinci (ダ・ヴィンチ, Da Vinci) est un magazine littéraire mensuel publié par Kadokawa Corporation, lancé en 1994 par Recruit Co.

## Historique
Le magazine était à l'origine constitué de Yoshio Kimura comme éditeur Yasuhiro Nagazono comme éditeur en chef et Toshiaki Ichikawa comme directeur artistique,.
Da Vinci était possédé par Media Factory qui est racheté par Kadokawa Corporation en 2011.

## Présentation
Da Vinci est un magazine d'information littéraire qui présente les nouvelles publications, les livres et les bandes dessinées populaires. Le magazine contient notamment des essais, des courriers de lecteurs et des questionnaires. Il inclut également des informations concernant l'organisation des dédicaces d'auteurs.
- Bien qu'il s'agisse d'un magazine littéraire, Da Vinci est orienté sous-culture, présentant non seulement des romans mais aussi des mangas et des light novels[5],[2].
- Les couvertures présentent la plupart du temps de jeunes acteurs populaires, des musiciens, des célébrités, chacune tenant le livre qu'il préfère[6].
- Il s'agit du magazine ayant créé le genre de l'« essai manga ». Le magazine a choisi Haruko Ohtagaki et Saori Oguri (en), qui n'étaient pas encore connus, afin de créer un best-seller dont le Manga Essay Theater est né[7],[8].

## Prix littéraire Da Vinci
Le Prix littéraire Da Vinci est décerné par le magazine entre 2006 et 2012 pour des romans entre 100 et 200 pages sur du papier manuscrit de 400 caractères. Tous les genres de littérature sont acceptés. Le gagnant remporte la somme d'un million de yens et la publication de son œuvre par Media Factory,. Le Prix d'Excellence et le Prix des lecteurs sont récompensés par 200 000 yens et le prix de l'éditeur en chef par 100 000 yens.
| Année | Prix                   | Œuvre récompensée                          | Auteur              |
| ----- | ---------------------- | ------------------------------------------ | ------------------- |
| 2006, | Grand Prix             | Yo-chan's Night.                           | Azusa Maekawa       |
| 2006, | Excellence Award       | Go, HOME                                   | Tachibana Natsumizu |
| 2006, | Excellence Award       | But Beautiful                              | Mahiro Sawaki       |
| 2006, | Editor's Special Prize | POKKA POKKA                                | Mitsuru Nakagawa    |
| 2007, | Grand Prix             | rabbit bread                               | Asako Takiwa        |
| 2007, | Excellence Award       | Yamashita Batting Center                   | Atsushi Sogabe      |
| 2007, | Editor's Special Prize | FISH IN THE SKY                            | Ao Okamoto          |
| 2008, | Grand Prix             | Map man                                    | Junjo Shindo        |
| 2008, | Readers' Choice Award  | Morning glory morning                      | Ririko Tono         |
| 2008, | Editor's Special Prize | Yoshino Kita High School Library Committee | Nagisa Yamamoto     |
| 2009, | Grand Prix             | Burdock Kiyoko's Cat Soul                  | Kaeruko Akeno       |
| 2010, | Grand Prix             | N/A                                        | N/A                 |
| 2010, | Readers' Choice Award  | Get married                                | Tomonori Satonaka   |
| 2011, | Grand Prix             | Laugh                                      | Mizuo Kudo          |
| 2012, | Grand Prix             | N/A                                        | N/A                 |

### Grand Prix Da Vinci "Book Story"
Le Grand Prix Da Vinci "Book Story" (Da Vinci Real Story) est le successeur du Prix littéraire Da Vinci. Il est lancé en 2013 et limité aux « histoires en rapport avec les livres » entre 250 et 350 pages sur des feuilles manuscrites de 400 caractères. Le gagnant reçoit un million de yens et l'œuvre récompensée est publiée par Media Factory (par la suite marque de Kadokawa Corporation). Il existe également le Prix d'Excellence, le Prix des lecteurs et des prix spéciaux. La sélection finale est effectuée par un jury constitué du département éditorial, de 100 lecteurs et d'une équipe de libraires,.
| Année | Prix                  | Œuvre récompensée                    | Auteur          |
| ----- | --------------------- | ------------------------------------ | --------------- |
| 2013  | Grand Prix            | First love goes beyond the slope     | Namiya Fujiishi |
| 2013  | Readers' Choice Award | Iware Kita                           | Yanagasawa Kada |
| 2014  | Grand Prix            | Bookstore with God Mahoroba no Natsu | Senya Mihagi    |
| 2015  | Grand Prix            | N/A                                  | N/A             |

## Prix Da Vinci du livre de l'année
Le Prix Da Vinci du livre de l'année est un classement annuel ayant lieu pour la première fois en 2001. Le classement tient compte non seulement des ventes mais aussi des votes de critiques littéraires, d'employés de librairie et de questionnaires.
Selon Media Factory, le classement est très pertinent et son influence augmente au fil des ans.
| Année | Prix                                  | Œuvre récompensée                       |
| ----- | ------------------------------------- | --------------------------------------- |
| 2011  | Da Vinci 11th Annual Book of the Year | Prefectural Office Hospitality Division |
| 2012  | Da Vinci 12th Annual Book of the Year | Flying Public Relations Office          |
| 2013  | Da Vinci 13th Annual Book of the Year | L'Attaque des Titans                    |
| 2014  | Da Vinci 14th Annual Book of the Year | L'Attaque des Titans                    |
| 2015  | Da Vinci 15th Annual Book of the Year | March Comes in like a Lion              |
| 2016  | Da Vinci 16th Annual Book of the Year | March Comes in like a Lion              |
| 2017  | Da Vinci 17th Annual Book of the Year | March Comes in like a Lion              |
| 2018  | Da Vinci 18th Annual Book of the Year | Détective Conan                         |
| 2019  | Da Vinci 19th Annual Book of the Year | Kingdom                                 |
| 2020  | Da Vinci 20th Annual Book of the Year | Demon Slayer                            |
| 2021  | Da Vinci 21st Annual Book of the Year | Demon Slayer                            |
| 2022  | Da Vinci 22nd Annual Book of the Year | Spy × Family                            |

## Prix E-book Da Vinci
Le Prix E-book Da Vinci est un prix pour les livres numériques décerné entre 2011 et 2014 par Media Factory. À partir de 2012, il est renommé en Prix E-book. Tous les livres numériques publiés au cours de l'année précédente, romans et bande dessinées, à l'exceptions des titres pour adultes, sont éligibles, désignés par un classement des ventes annuelles de 21 librairies. Le gagnant remporte un million de yens. Le prix des lecteurs est basé sur un vote des lecteurs.
| Année | Grand Prix         | Prix littéraire               | Prix du livre          | Prix du Manga      | Prix spécial      | Prix des lecteurs                                                 |
| ----- | ------------------ | ----------------------------- | ---------------------- | ------------------ | ----------------- | ----------------------------------------------------------------- |
| 2011  | Marriage of Nukaka | Singing Whale                 | Elemental Picture Book | Sennen Gaho        | Appropriate Diary | Mom, read! Otoehon before good night-reading Japanese folk tales- |
| 2012  | Ichiro Interviews  | Shuntaro Tanikawa's" Tanigawa | panologue vol.0        | Piyo-chan's Friend | Our Manga         | Introduction to Men's Style                                       |

| Année | Grand Prix           | Prix du roman         | Prix du Manga        | Prix du Light Novel | Prix de la Culture                | Prix Hobbies                                 | Prix Business                                         |
| ----- | -------------------- | --------------------- | -------------------- | ------------------- | --------------------------------- | -------------------------------------------- | ----------------------------------------------------- |
| 2013  | Space Brothers       | Reiko Himekawa Series | Space Brothers       | Campione            | Is that so! Modern history        | A Woman Doctor's Guide to Real, Pleasant Sex | Steve Jobs (I & II)                                   |
| 2014  | L'Attaque des Titans | Our Bubble Group      | L'Attaque des Titans | Hataraku maō-sama!  | Statistics is the strongest study | The magic of tidying up life                 | Zero I will add a small one to myself who has nothing |